# Sphaeranthera
Sphaeranthera Heydrich, 1900  é o nome botânico  de um gênero de algas vermelhas pluricelulares da família Hapalidiaceae, subfamília Melobesioideae.

## Espécies
Apresenta 1 espécie:
- Sphaeranthera decussata (Foslie) Heydrich, 1901

= Lithothamnion decussatum Foslie, 1895